# Yaginumena mutilata
Yaginumena mutilata là một loài nhện trong họ Theridiidae.
Loài này thuộc chi Yaginumena. Yaginumena mutilata được Friedrich Wilhelm Bösenberg & Embrik Strand miêu tả năm 1906.